# Okręg Bajonna
Okręg Bajonna (fr.: Arrondissement de Bayonne) – okręg w południowo-zachodniej Francji. Populacja wynosi 269 tysięcy.

## Podział administracyjny
W skład okręgu wchodzą następujące kantony:
- Anglet-Nord,
- Anglet-Sud,
- Bastide-Clairence,
- Bayonne-Est,
- Bayonne-Nord,
- Bayonne-Ouest,
- Biarritz-Est,
- Biarritz-Ouest,
- Bidache,
- Espelette,
- Hasparren,
- Hendaye,
- Iholdy,
- Saint-Étienne-de-Baïgorry,
- Saint-Jean-de-Luz,
- Saint-Jean-Pied-de-Port,
- Saint-Palais,
- Saint-Pierre-d’Irube,
- Ustaritz.